# Glyptocephalus zachirus
Glyptocephalus zachirus — вид камбалоподібних риб родини камбалових (Pleuronectidae).

## Поширення
Це донна риба, яка живе в помірних водах на піщаному або глиняному дні на глибині до 900 метрів (3000 футів), хоча це зазвичай знаходиться між 61 і 500 м. Вид поширений у північній частині Тихого океану від Нижньої Каліфорнії в Мексиці вздовж берегів Сполучених Штатів, Британської Колумбії і Аляски, через Берингове море до узбережжя Росії та в Японському морі.

## Опис
Риба виростає до 60 см (24 дюйми) в довжину (хоча середня довжина 36 сантиметрів (14 дюймів)), і може важити до 2,0 кг (4,4 фунтів). Максимальна тривалість життя 24 роки.